# Eknösjön
Eknösjön är en sjö i Värmdö kommun i Uppland och ingår i Norrström-Tyresåns kustområde. Sjön är 2,3 meter djup, har en yta på 0,008 kvadratkilometer och är belägen 9 meter över havet.